# Phil Price

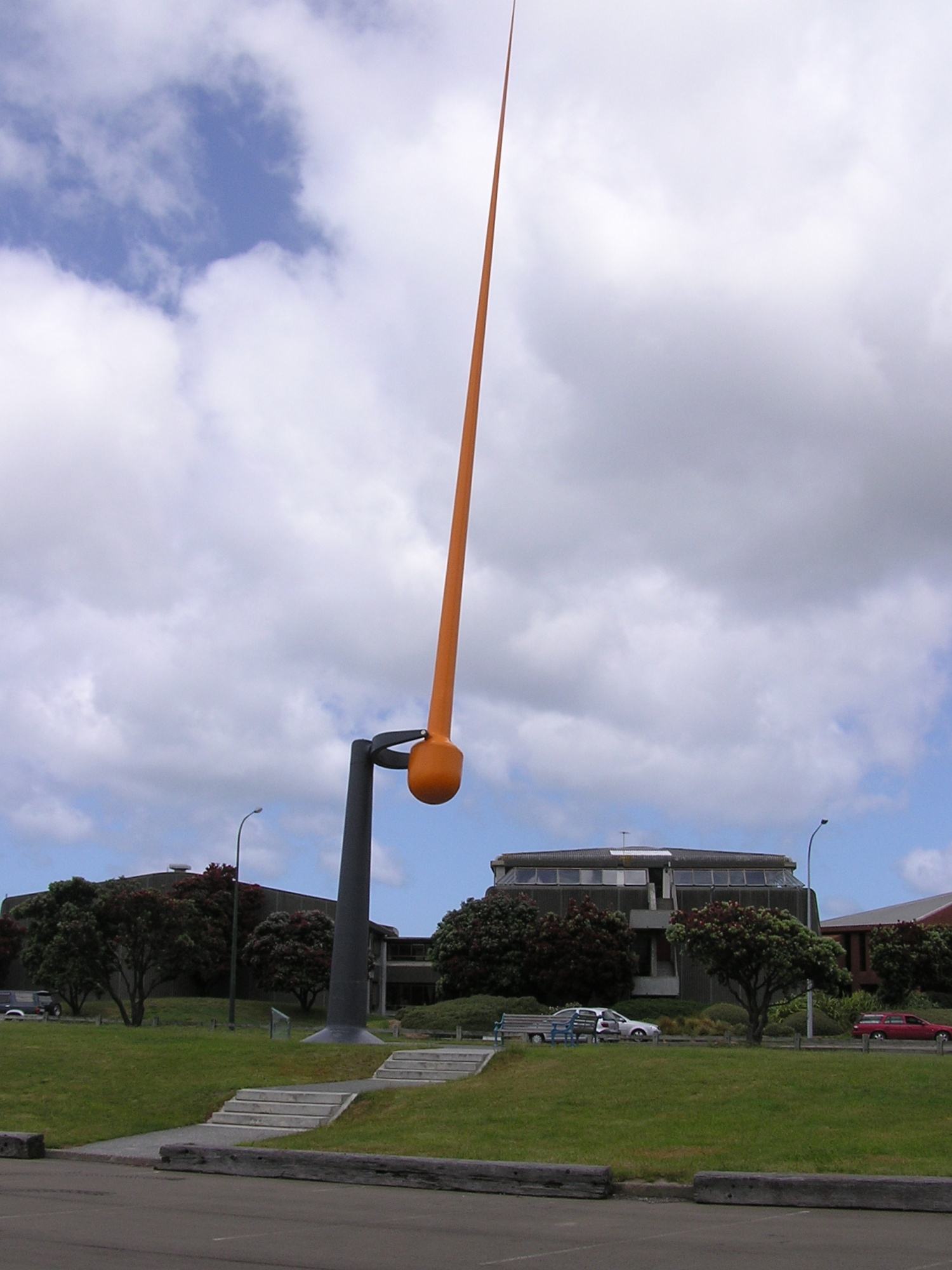
Zephyr in Wellington

Phil Price (Nelson, 1965) is een Nieuw-Zeelandse beeldhouwer, die zich vooral bezighoudt met kinetische kunst.

## Leven en werk
Phil Price studeerde van 1984 tot 1989 beeldhouwkunst aan de School of Arts van de University of Canterbury in Christchurch. Tot 1992 volgde hij een lerarenopleiding aan het Christchurch College of Education. Hij was aansluitend docent aan het Christs College Canterbury en assisteerde kunstenaars bij speciale projecten. In 2004 nam hij een sabbatical year en reisde naar Europa. Sinds 2005 gaat zijn aandacht slechts uit
naar het vervaardigen van grootschalige kinetische objecten.
De werken van Price worden regelmatig tentoongesteld in Nieuw-Zeeland en Australië en in 2009 tijdens de expositie Sculpture by the Sea in Aarhus (Denemarken). In 2009 kreeg hij de opdracht een werk (Ibis) te vervaardigen ter gelegenheid van de honderdste verjaardag van Elisabeth Murdoch, in 1989 de oprichtster van de Elisabeth Murdoch Sculpture Foundation in Melbourne (thans McClelland Gallery and Sculpture Park).
Price leeft en werkt in Christchurch.

## Kinetische werken (selectie)
- 2002: Protoplasm, Wellington
- 2003: Sassafras Wings, Sydney
- 2003: Cytoplasm, Waitemata Plaza in Auckland
- 2004: Zephyr(ometer) (32 meter hoog), Wellington
- 2005: Ratytus, McClelland Gallery and Sculpture Park in Melbourne
- 2005: Knowledge, Christchurch
- 2006: Nucleus, Christchurch
- 2006: Cassini, Arrowtown
- 2008: Dinornis maximus, Wellington
- 2008: Angel Wings, Canberra
- 2009: Organism, Te Puni Village van de Victoria Universiteit in Wellington

## Fotogalerij

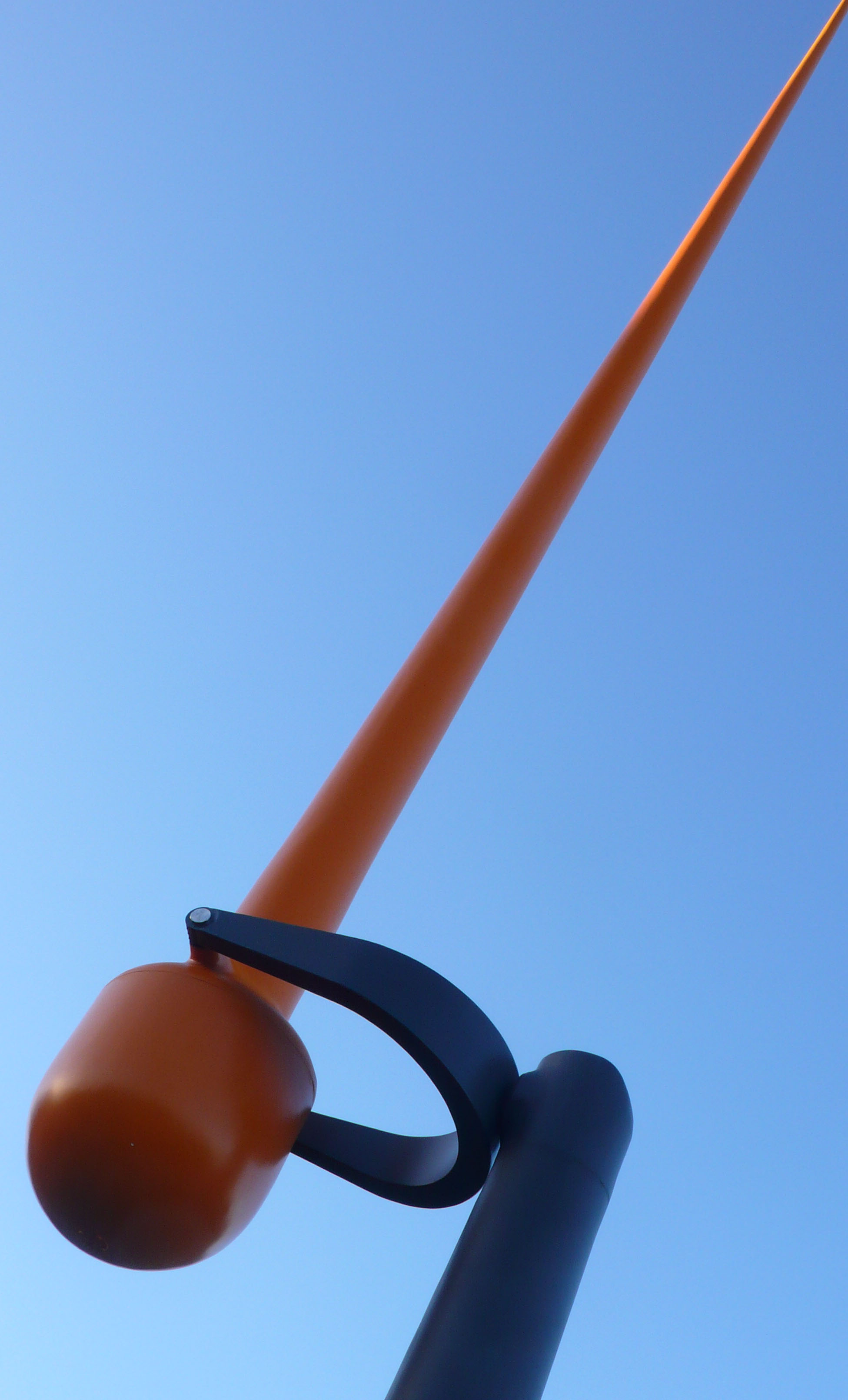
detail van Zephyr in Wellington
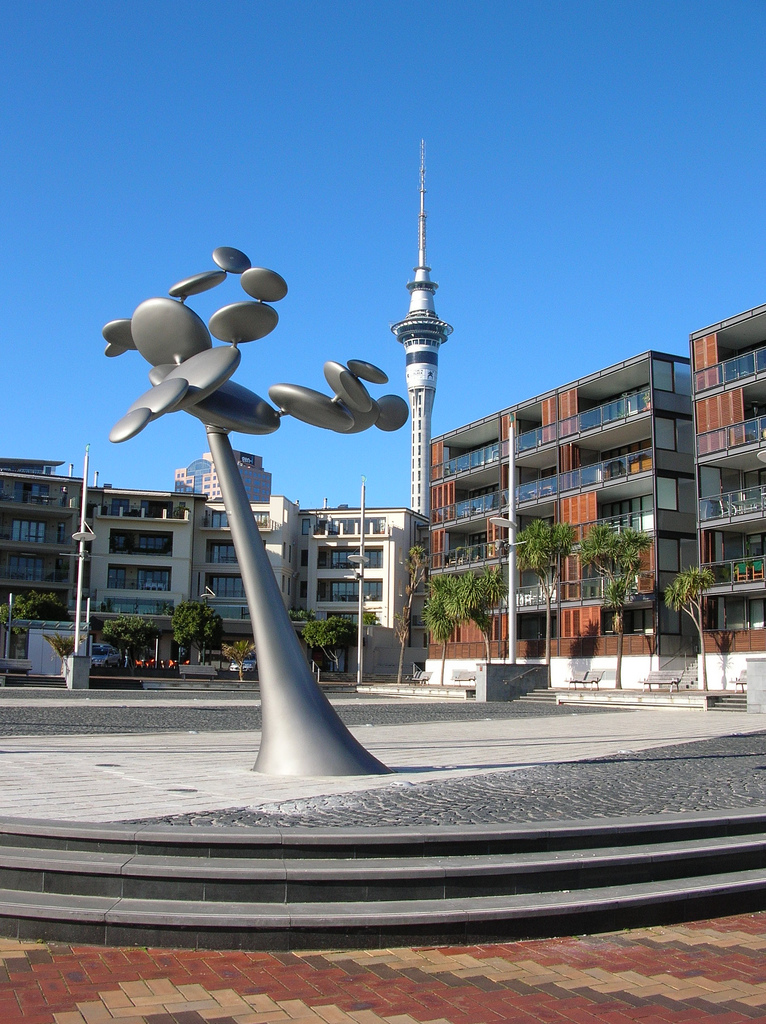
Cytoplasm in Auckland
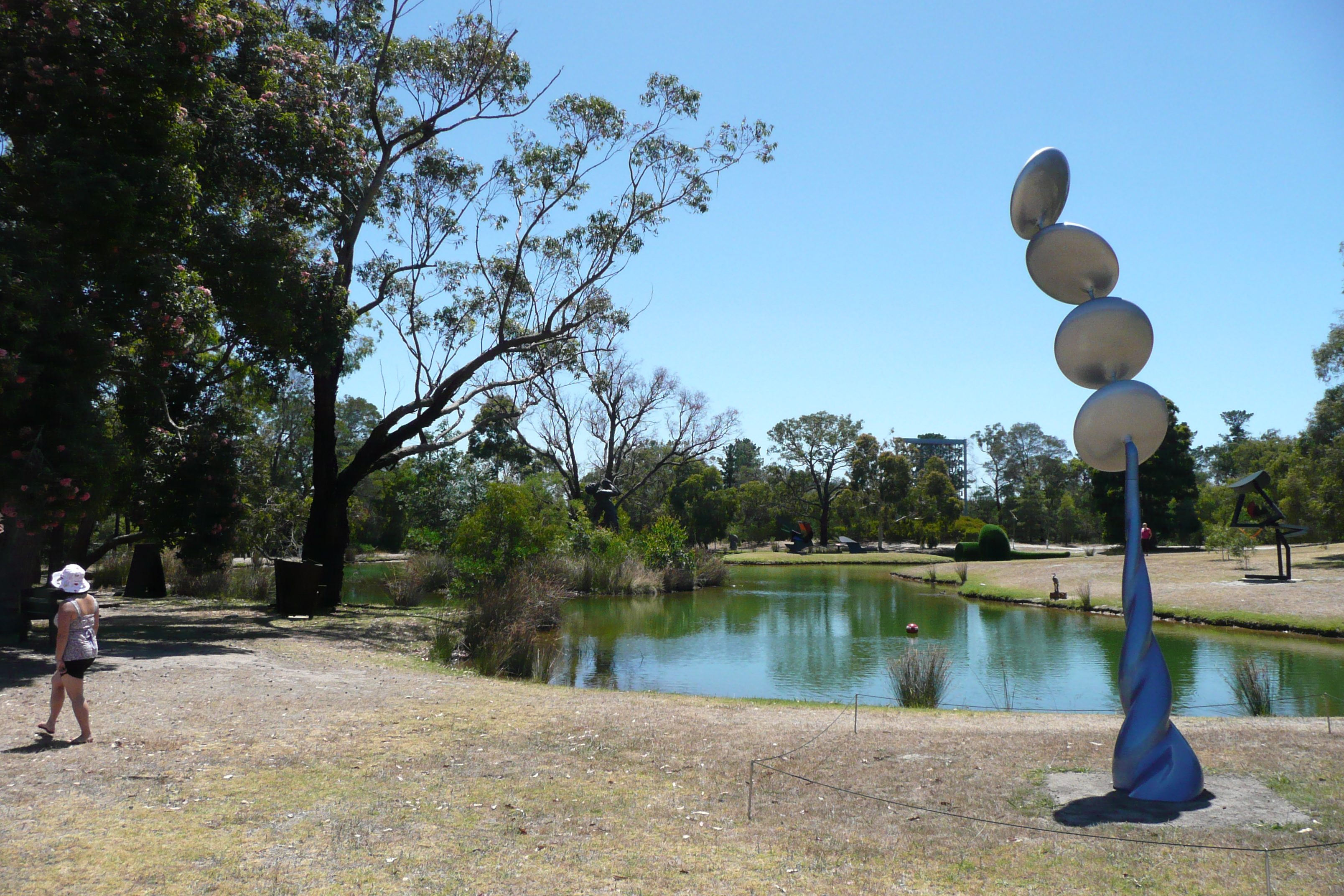
Protoplasm in Melbourne
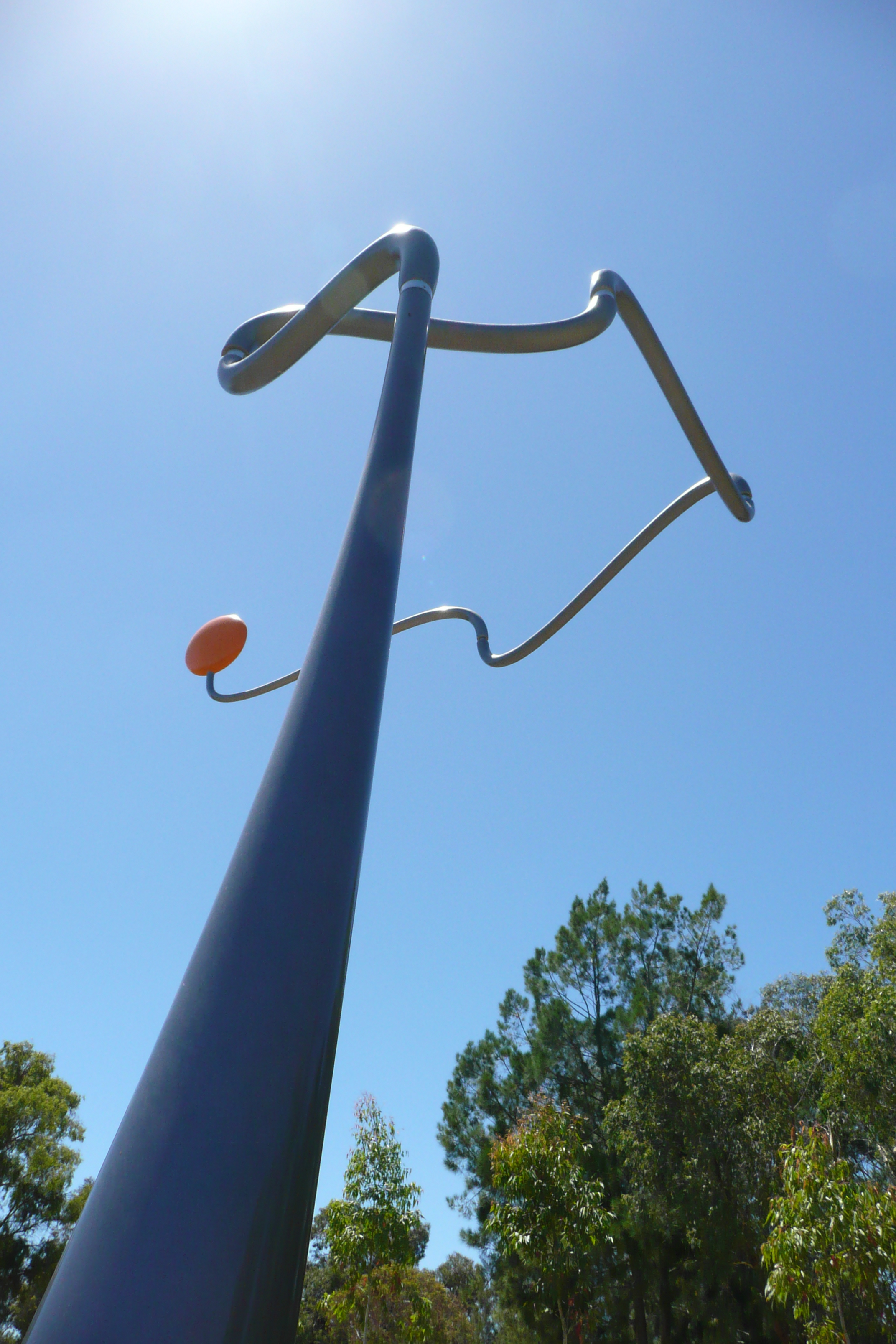
Kinetisch object in Melbourne